# Уилсън (окръг, Тенеси)
Вижте пояснителната страница за други значения на Уилсън.
Окръг Уилсън (на английски: Wilson County) е окръг в щата Тенеси, Съединени американски щати. Площта му е 1510 km², а населението – 88 809 души (2000). Административен център е град Лебанон.